# 톡식 어벤저
《톡식 어벤저》(영어: The Toxic Avenger)는 1984년 제작된 미국의 슈퍼히어로, 블랙 코미디, 스플래터 영화이다. 마이클 허츠와 로이드 코프먼이 감독을 맡았으며, 트로마 엔터테인먼트사 제작 영화이다.

## 출연

### 주연
- 앤드리 머랜다
- 밋첼 코엔

### 조연
- 팻 라이언
- 제니퍼 프리처드
- 신디 매니언
- 로버트 프리처드
- 게리 슈나이더
- 마크 토글

## 기타
- 미술: 베리 샤피로
- 특수분장: 제니퍼 애스피널